# Elefante de guerra

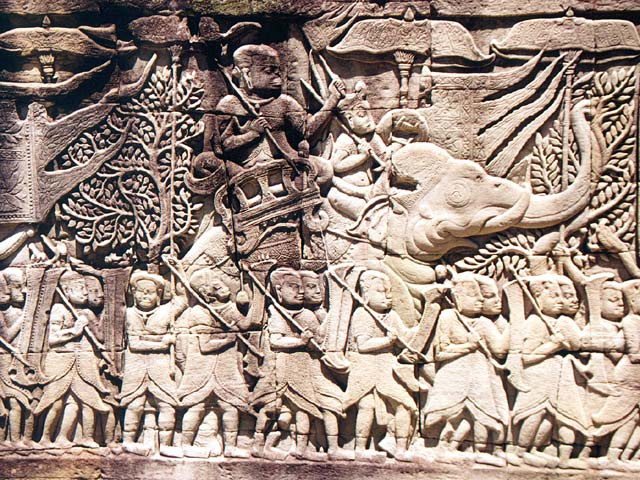
Elefante de guerra do Império Khmer, baixo-relevo em Angkor, final do século XII ou início do XIII

Os elefantes de guerra de Aníbal

Um elefante de guerra era um elefante treinado e guiado para combate, na história militar da Antiguidade. Os elefantes usados eram de ambos os sexos, com preferência para a utilização de machos nas frentes de batalha do elefante-indiano ou do elefante-norte-africano (Loxodonta africana pharaoensis), subespécie extinta do elefante-africano. Elefantaria é o termo aplicado às unidades militares específicas que usam tropas montadas em elefantes.
Os animais eram treinados a não temerem estrondos muito poderosos, tinham as presas afiadas e levavam um punhal na tromba. Os animais levavam, ainda, argolas de bronze nas patas para evitar que seus tendões fossem cortados. Foram muito usados pelos exércitos indianos, cartagineses e persas.

## História
Antes dos macedônios invadirem a Ásia, poucos europeus haviam visto elefantes. O primeiro europeu a usar elefantes de guerra foi Alexandre, o Grande, após derrotar Poro, da Índia. Dos reis que o sucederam, quem mais utilizou elefantes foi Antígono Monoftalmo. Pirro capturou os elefantes quando derrotou Demétrio Poliórcetes, quando Pirro conquistou a Macedônia, e utilizou estes elefantes na guerra contra os romanos, que entraram em pânico, não acreditando que eles eram animais.